# Javier Hernández (labdarúgó, 1961)
Javier Nicolás Hernández Gutiérrez (Guadalajara, 1961. augusztus 1. – ) mexikói válogatott labdarúgó. [[]]

## Pályafutása

### Klubcsapatban
1981 és 1989 között a Tecos UAG játékosa volt. 1989 és 1991 között a Pueblát erősítette. 1991 és 1995 között ismét a Tecos UAG csapatában szerepelt, melynek tagjaként 1994-ben bajnoki címet szerzett és 1995-ben megnyerte a kupagyőztesek CONCACAF-kupáját. 1995-től 1999-ig a Atlético Moreliában játszott.

### A válogatottban
1983 és 1994 között 28 alkalommal szerepelt az mexikói válogatottban és 4 gólt szerzett. Részt vett az 1986-os világbajnokságon.

### Magánélete
A szintén válogatott labdarúgó Javier Hernández Balcázar "Chicharito" édesapja. Apósa, Tomás Balcázar szintén válogatott labdarúgó volt és szerepelt az 1954-es világbajnokságon. 

## Sikerei, díjai
Tecos UAG
- Mexikói bajnok (1): 1993–94
- Kupagyőztesek CONCACAF-kupája győztes (1): 1995